# Цмин пісковий
{{#ifeq:0|0|{{#if:Helichrysum arenarium|{{#if:|[[]}}|[[]]}}}}
Цмин піскови́й, соло́м'янка піскова́, цмин піща́ний (Helichrysum arenarium (L.) DG). Місцеві назви — безсмертник, жовтяниця, котячі лапки, золотуха тощо.

## Ботанічний опис
Багаторічна трав'яниста рослина родини складноцвітих (15-30 см заввишки) з прямостоячими або висхідними стеблами, вкритими білоповстистим запушенням. Прикореневі листки сидячі, цілісні, цілокраї, довгасто-оберненояйцеподібні, стеблові — чергові, ланцетні. Квітки солом'яно-жовті, іноді жовтогарячі, бувають і цеглясті, дрібні, зібрані в кулясті кошики (до 10 мм у діаметрі), які утворюють на верхівках стебел густе щиткоподібне суцвіття. Обгортки кошиків черепичасті, листки їх твердувато-плівчасті, солом'яно-жовтого або жовтогарячого кольору. Крайові квітки в кошиках маточкові, трубчасто-ниткоподібні, численні, однорядні. Серединні квітки двостатеві, трубчасті, з п'ятизубчастим відгином.
Тичинок п'ять із зрослими пиляками, маточка одна з одним стовпчиком, нижньою зав'яззю і дволопатевою приймочкою. Плід — сім'янка (до 1,5 мм завдовжки) з чубком з одного ряду білих ламких волосків.
Росте цмин у соснових і мішаних лісах, на галявинах. Світлолюбна рослина. Цвіте з липня по вересень. Зустрічається майже по всій Україні. Райони заготівель — Київська, Чернігівська, Волинська, Житомирська, Рівненська, Черкаська, Полтавська, Харківська, Дніпропетровська, Запорізька, Херсонська області й Донбас. Запаси сировини значні.

## Практичне використання
Лікарська, фітонцидна, інсектицидна, кормова, фарбувальна і декоративна рослина.
У науковій медицині використовуються кошики цмину — Flores Helichrysi arenarii як жовчогінний засіб при хворобах печінки і жовчного міхура. З тією ж метою застосовують препарат фламін, виготовлений з квіток цмину. Квітки входять також до складу жовчогінних та інших чаїв, в тому числі і тих, що застосовуються для лікування хвороб сечового міхура та гастритів, а також як кровоспинний засіб.
Квітки цмину містять ефірну олію (0,05 %), вітаміни С і К, каротин, гіркі, дубильні і фарбувальні речовини, флавони і сапоніни, мікроелементи (залізо, мідь, алюміній, хром, манган).
У народній медицині цмин використовують при жовтяниці, водянці, цирозі печінки, жовчнокам'яній і нирковокам'яній хворобах, при простуді, хворобах шкіри, туберкульозі легень, післяпологових кровотечах, жіночих хворобах, ревматизмі і, крім того, як глистогінний засіб.
Кошики цмину мають фітонцидну дію, вони містять антибіотик аренарин, що згубно діє на бактерії. Є вказівки на те, що особливо сильно він пригнічує збудників бактеріозу бобових рослин і бактеріального раку помідорів.
Відвари кошиків і сухий порошок з них мають інсектицидну дію, пригнічують і вбивають шкідливих комах, особливо міль.
На пасовищах цмин охоче поїдають вівці, кози, особливо до початку цвітіння. Пагони з квітками дають жовту фарбу. Цмин дуже декоративний на клумбах і кам'яних гірках.

## Збирання, переробка та зберігання
Збирають суцвіття на початку цвітіння, до розкривання кошиків. Суцвіття зрізують ножицями або обривають руками. Розкладають сировину тонким шаром на папері або тканині і сушать у затінку. Не рекомендується сушити її у сушарках або печах. Пакують у тюки вагою по 50 — 100 кг і зберігають у сухих, прохолодних приміщеннях. Строк зберігання — три роки.
Не слід змішувати цмин з котячими лапками дводомними (Antennaria dioica Gaerth.), що часто ростуть поряд і мають білі, рожеві або червоні кошики.